# Noctúids
Els noctúids (Noctuidae) són una família de lepidòpters ditrisis de la superfamília dels noctuoïdeus. Són la família més gran dels lepidòpters. Se n'han descrit 11.772 espècie amb més de 1.000 gèneres. Es tracta d'una de les famílies de lepidòpters més extensa. Algunes espècies poden causar greus destrosses als cultius, com Helicoverpa armigera i diverses espècies del gènere Agrotis.

## Subfamílies

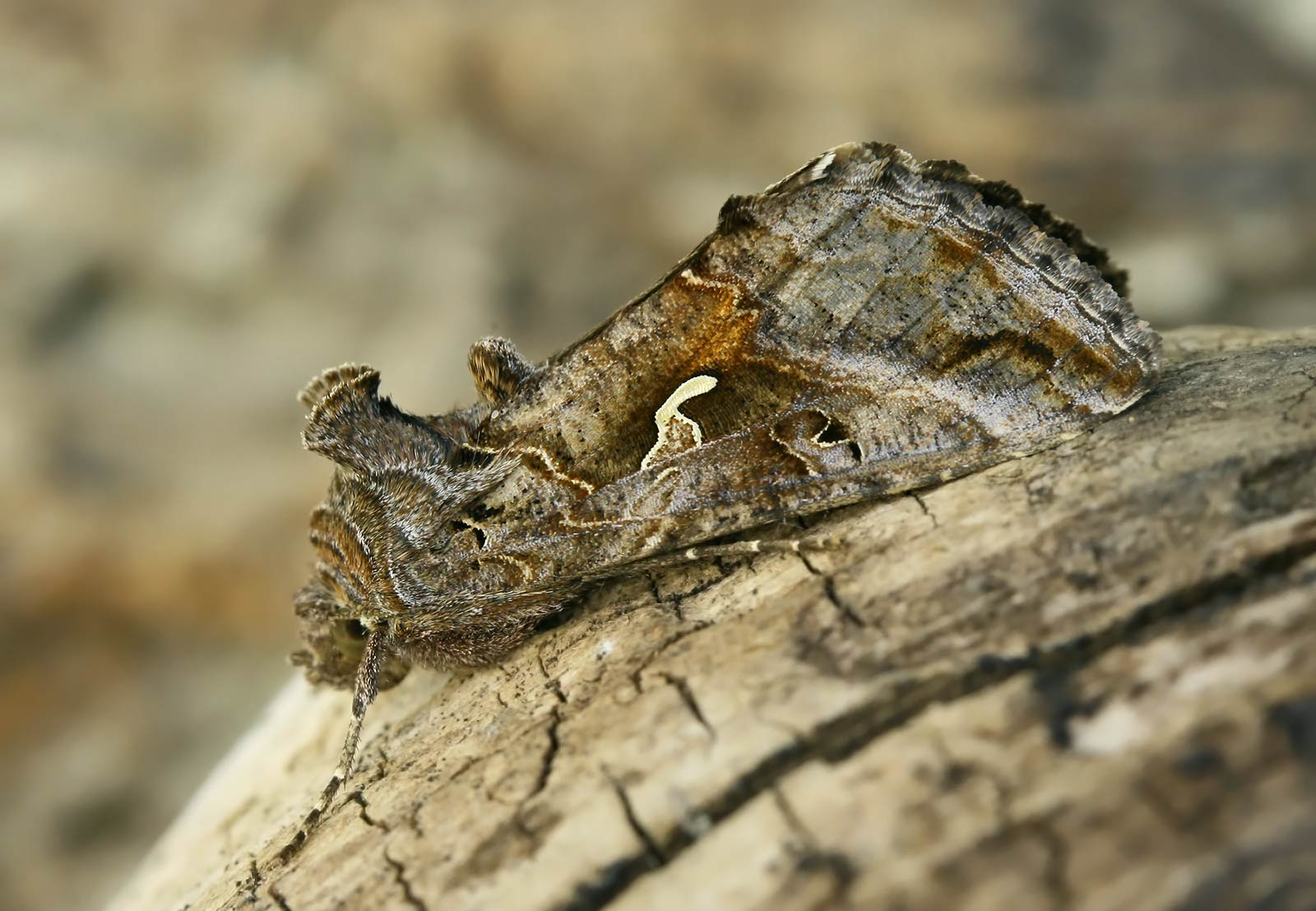
Autographa gamma

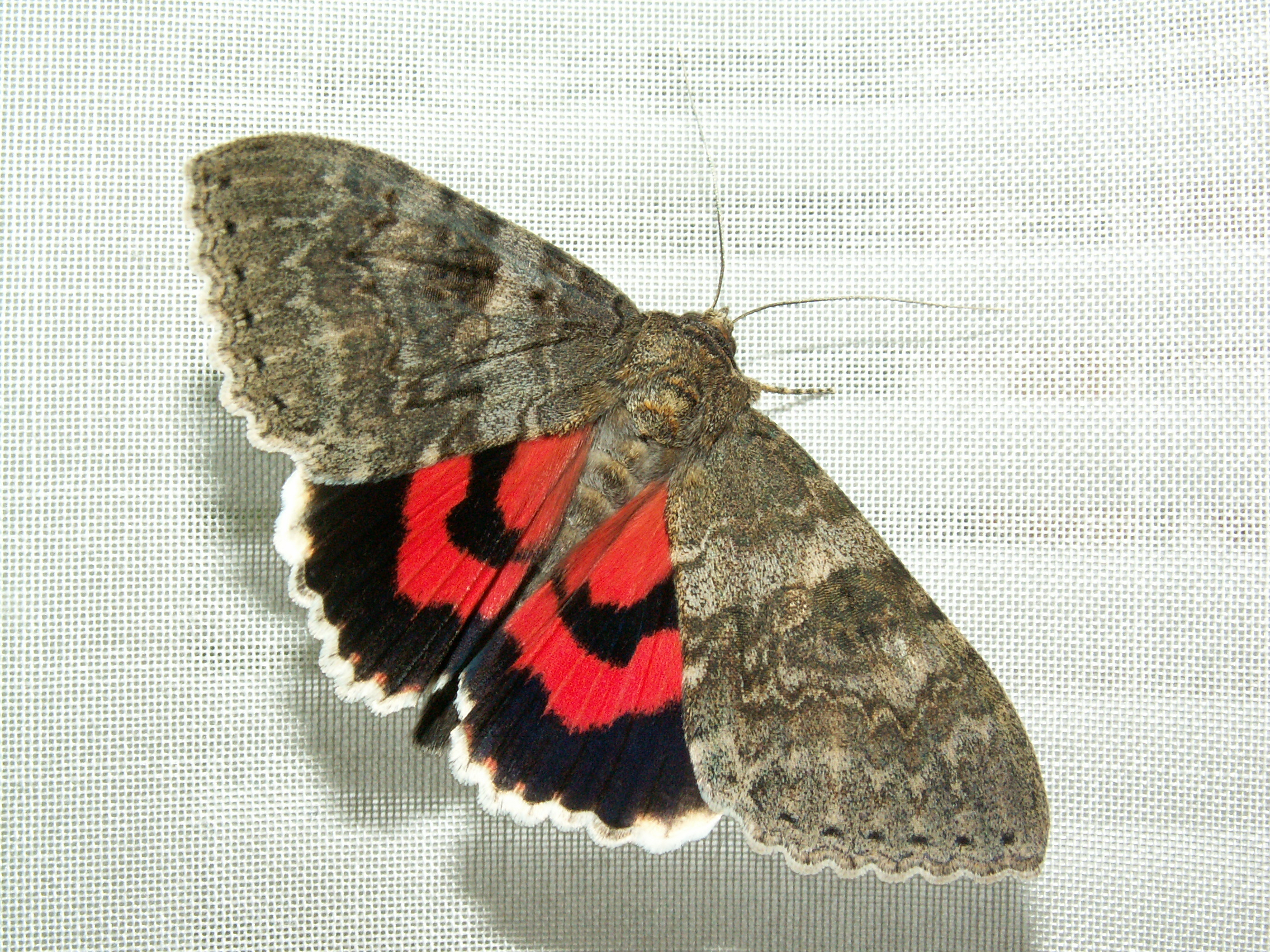
Catocala nupta

- Acontiinae
- Acronictinae
- Aedeiinae
- Aganainae
- Agaristinae
- Amphipyrinae
- Bagisarinae
- Bryophilinae
- Calpinae
- Camptolominae
- Catocalinae
- Chloephorinae
- Cocytiinae
- Condicinae
- Cryphiinae
- Cuculliinae
- Dilobinae
- Eucocytiinae
- Eustrotiinae
- Euteliinae
- Glottulinae
- Hadeninae
- Heliothinae
- Herminiinae
- Hypeninae
- Hypenodinae
- Ipimorphinae
- Noctuinae
- Nolinae
- Ophiderinae
- Pantheinae
- Plusiinae
- Psaphidinae
- Raphiinae
- Rivulinae
- Sarrothripinae
- Stictopterinae
- Stiriinae
- Tytinae
- Strepsimaninae
- Ufeinae